# Calliostoma adelae
Calliostoma adelae là một loài ốc biển, là động vật thân mềm chân bụng sống ở biển thuộc họ Calliostomatidae.

## Miêu tả
Độ dài vỏ lớn nhất ghi nhận được là 19 mm.

## Môi trường sống
Độ sâu nhỏ nhất ghi nhận được là 2 m. Độ sâu lớn nhất ghi nhận được là 24 m.

## Hình ảnh

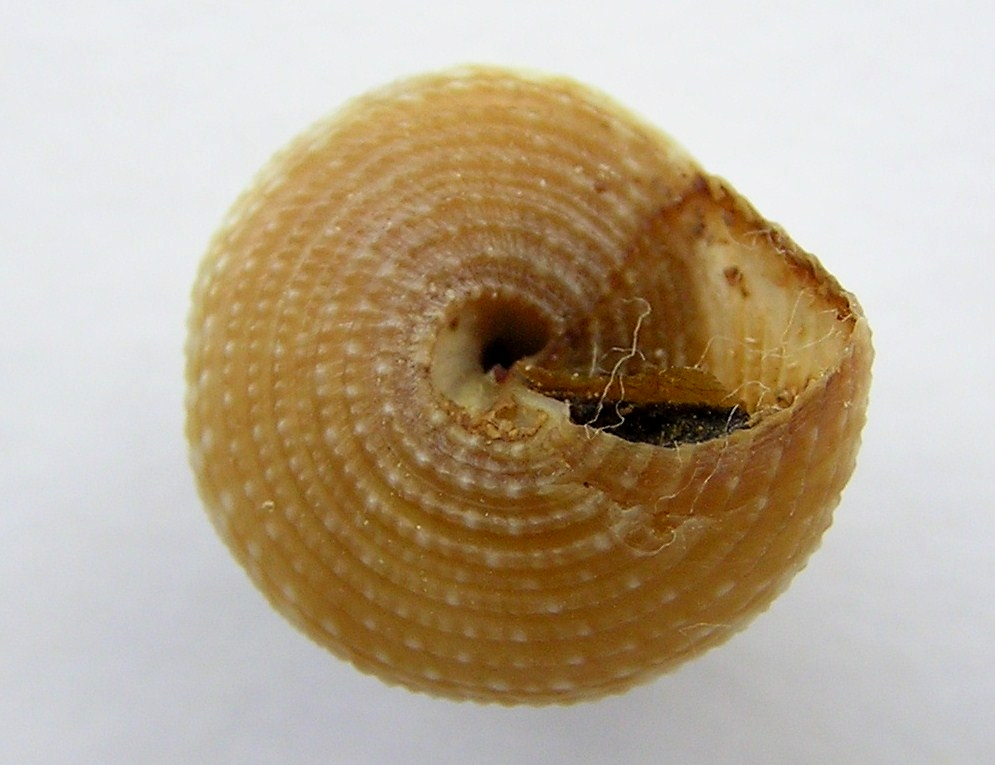
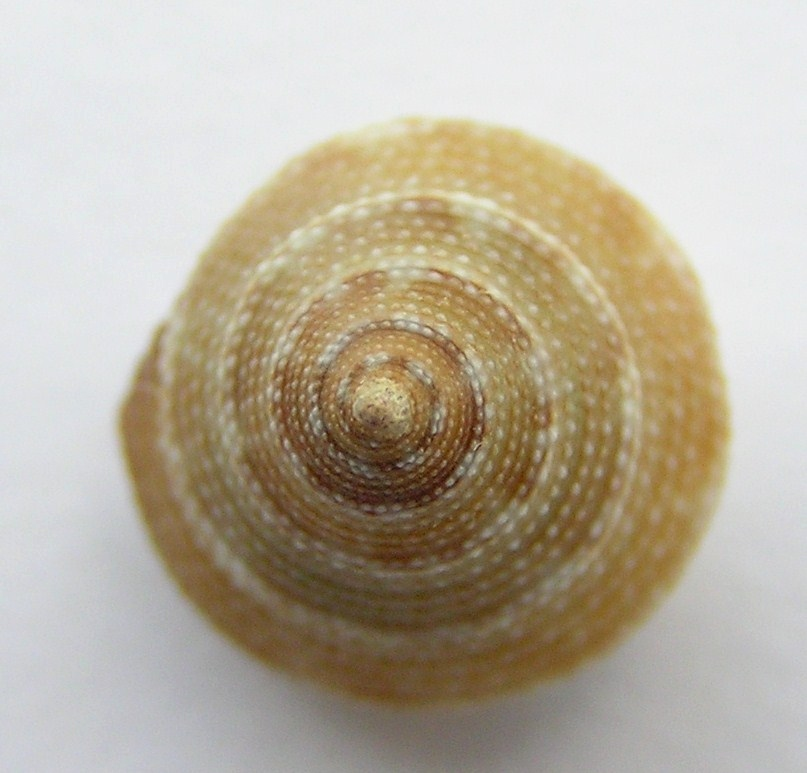